# Eléni Filándra
Eléni Filándra (en grec moderne : Ελένη Φιλάνδρα, née le 12 janvier 1984 à Athènes) est une athlète grecque, spécialiste du 800 mètres.

## Palmarès
| Date | Compétition              | Lieu    | Résultat | Épreuve   | Temps         |
| ---- | ------------------------ | ------- | -------- | --------- | ------------- |
| 2009 | Jeux méditerranéens      | Pescara | 3e       | 800 m     | 2 min 01 s 13 |
| 2016 | Championnats des Balkans | Pitești | 3e       | 800 m     | 2 min 06 s 45 |
| 2016 | Championnats des Balkans | Pitești | 2e       | 4 x 400 m | 3 min 37 s 48 |